# Acanthurus guttatus

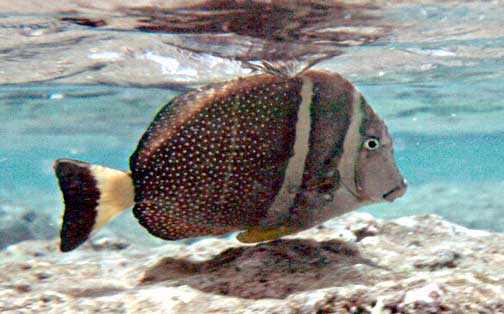

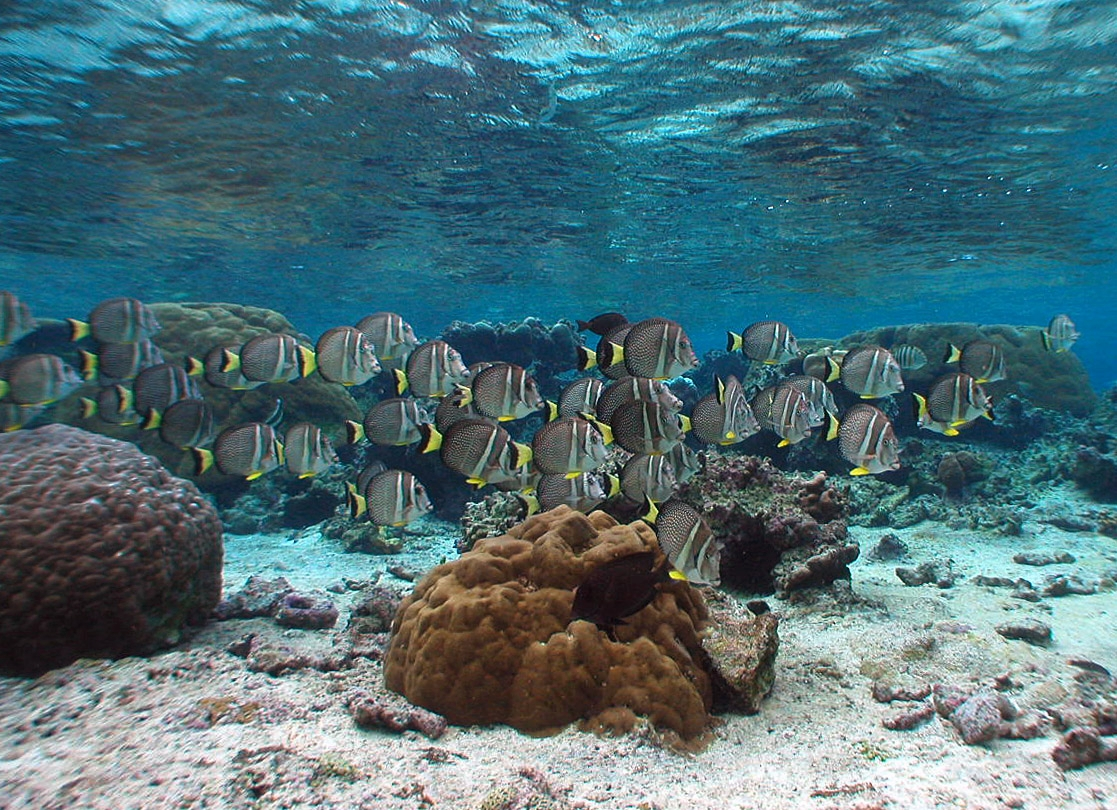
Grupo de A. guttatus en Samoa Americana

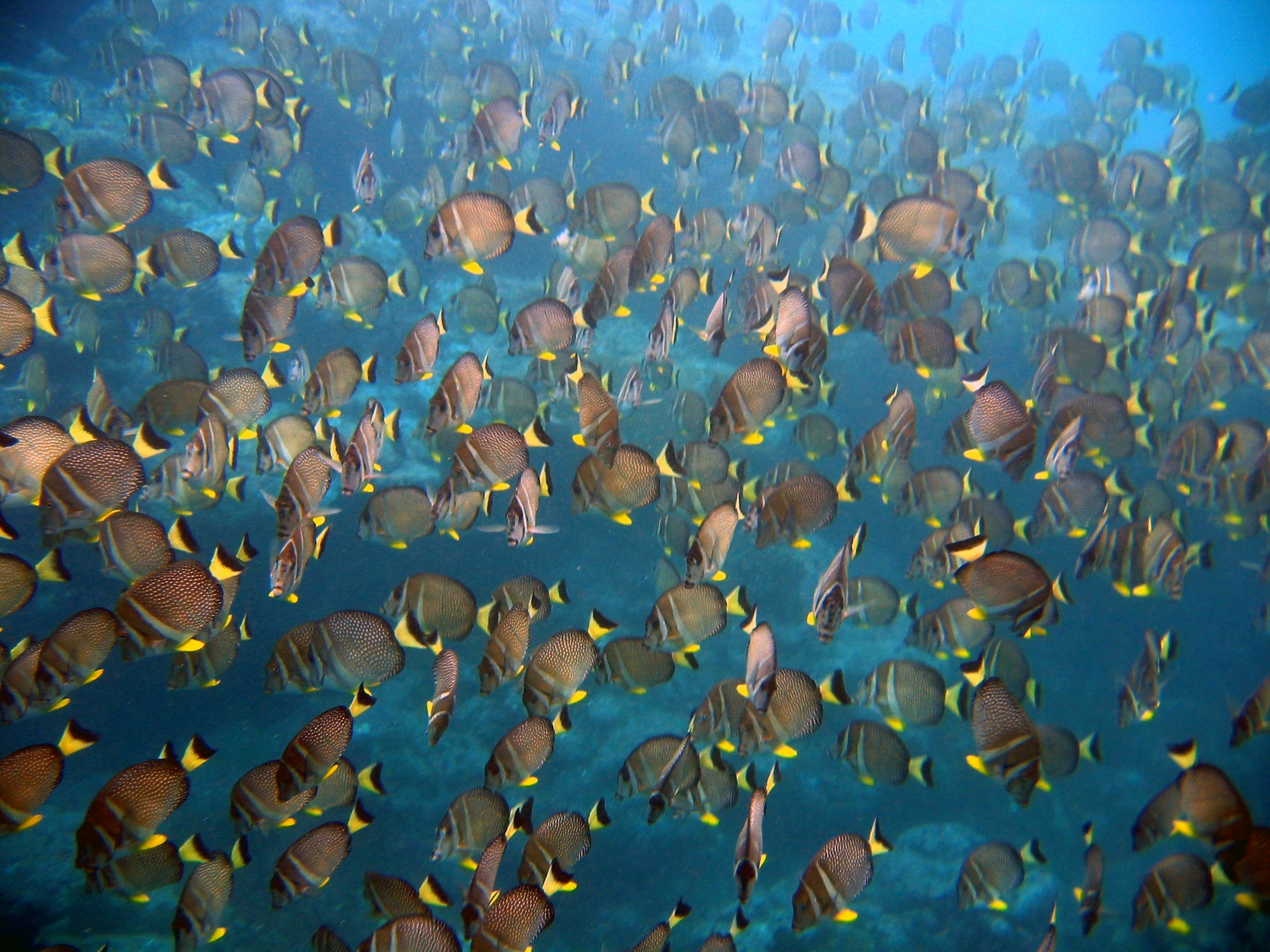
Acanthurus guttatus, cardumen en Samoa Americana

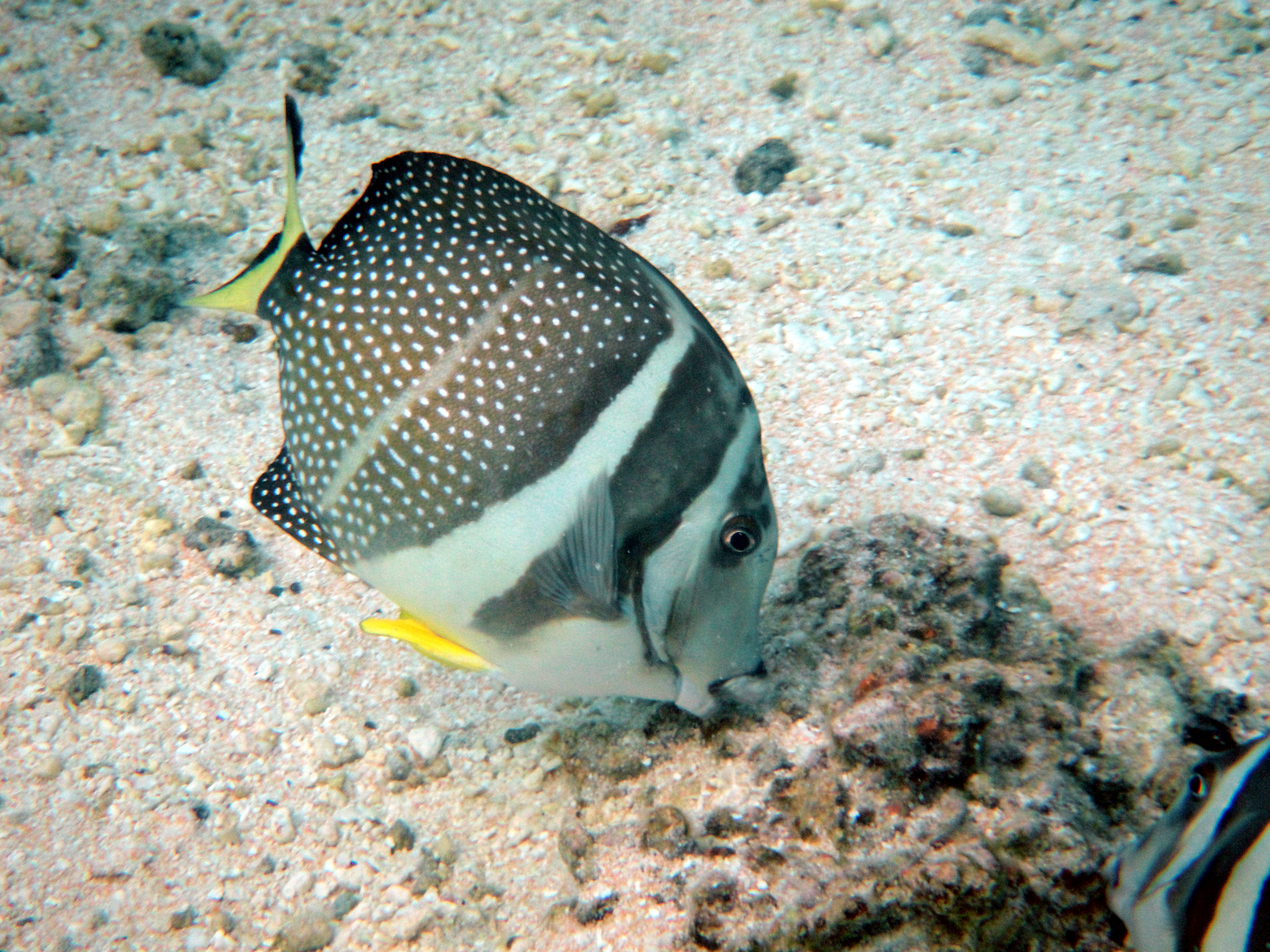
Acanthurus guttatus alimentándose

Acanthurus guttatus es un pez cirujano, de la familia Acanthuridae. Su nombre más común en inglés es Whitespotted Surgeonfish, o pez cirujano de puntos blancos, debido a la coloración moteada de la mitad posterior de su cuerpo.

## Descripción
Posee la morfología típica de su familia, cuerpo comprimido lateralmente y ovalado. La boca es pequeña, protráctil y situada en la parte inferior de la cabeza. El hocico es grande. Tiene 9 espinas y 27 a 30 radios blandos dorsales; 3 espinas y entre 23 y 26 radios blandos anales; 15 a 17 radios pectorales; 21 a 24 branquiespinas anteriores y 19 a 23 branquiespinas posteriores. Un ejemplar de 43 mm tiene 8 dientes en la mandíbula superior y 8 en la inferior, con 187 mm de largo tiene 12 en la superior y 14 en la inferior.
Como todos los peces cirujano, de ahí les viene el nombre común, tiene 2 espinas extraíbles en el pedúnculo caudal, que las usa para defenderse o dominar. 

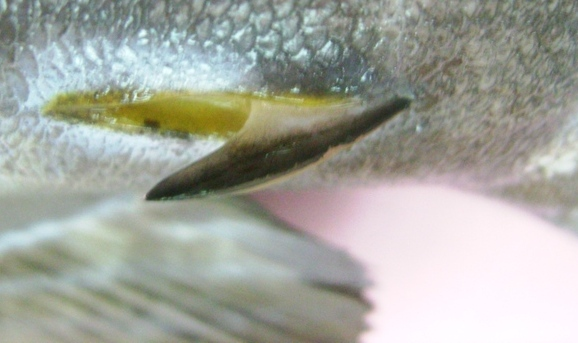
Espina del pedúnculo caudal
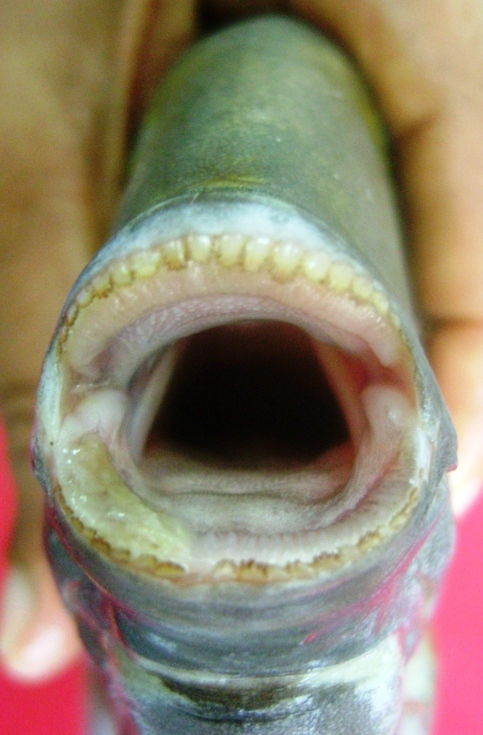
Detalle de dentadura herbívora de la especie emparentada Acanthurus xanthopterus

El color base del cuerpo y de las aletas dorsal y anal, es marrón grisáceo, estando cubiertas de puntos blancos las mitades posteriores de los mismos. Tiene tres bandas verticales blancas atravesando el cuerpo, la primera situada detrás del ojo, la segunda detrás de la aleta pectoral y la tercera, más estrecha y difusa, en la zona posterior moteada del cuerpo. Las aletas pélvicas son amarillas . La aleta caudal tiene en su base una franja blanca y su margen exterior en negro.
Alcanza los 26 cm de largo.

## Hábitat y distribución
Ocurre en arrecifes exteriores, en áreas superficiales y con oleaje. Forma "escuelas" o cardúmenes, para alimentarse. No es una especie territorial.
Su rango de profundidad es entre 1 y 6 m, aunque se reportan localizaciones entre 0,61 y 20 m de profundidad. Habita en temperaturas tropicales, entre 25.24 y 29.33 °C.
Se distribuye por el océano Indo-Pacífico. Es especie nativa de Australia; Islas Cocos; Islas Cook; Filipinas; Fiyi; Guam; Hawái; Indonesia; Japón; Isla Johnston; Kiribati; Malasia; Maldivas; Islas Marshall; Mauricio; Micronesia; Nauru; isla Navidad; Nueva Caledonia; Niue; islas Marianas del Norte; Palaos; Papúa Nueva Guinea; Pitcairn; Polinesia; isla Reunión; Samoa; Seychelles; Islas Salomón; Taiwán; Timor-Leste; Tokelau; Tonga; Tuvalu; Vanuatu; Isla Wake y Wallis y Futuna.

## Alimentación
Es un herbívoro itinerante que recorre los arrecifes formando cardúmenes para alimentarse de algas, tanto filamentosas como calcáreas.

## Reproducción
No presentan dimorfismo sexual aparente. Son ovíparos y de fertilización externa. No cuidan a sus crías. Desovan en grupo en los meses cálidos, coincidiendo con las rápidas corrientes mareales, tanto al alba, como al atardecer. Los huevos son pelágicos, de 1 mm de diámetro, y contienen una gotita de aceite para facilitar la flotación. En 24 horas, los huevos eclosionan larvas pelágicas translúcidas, llamadas Acronurus. Son plateadas, comprimidas lateralmente, con la cabeza en forma de triángulo, grandes ojos y prominentes aletas pectorales. Cuando se produce la metamorfosis del estado larval al juvenil, mutan su color plateado a la coloración juvenil y las formas de su perfil se redondean.